# Pålyckesjön
Pålyckesjön är en sjö i Karlskrona kommun i Blekinge och ingår i Lyckebyån-Nättrabyåns kustområde.